# 22-es villamos (Prága)
A prágai 22-es jelzésű villamos a cseh főváros turisták számára kivételesen hasznos viszonylata. Bílá Hora (Fehér-hegy) és a Nádraží Hostivař között közlekedik. Általában minden második villamos csak a Vypich és Nádraží Strašnice között közlekedik.

## Nevezetességek
A 22-es villamos városnéző villamosnak is tekinthető, mivel  ezzel Prága számos nevezetessége elérhető, például:
- Fehér-hegy (Bílá Hora)
- Strahovi kolostor
- a Hradzsin
- a Károly tér (Karlovo náměstí)
- Béke tér
- Nemzeti Színház
- Légionáriusok hídja (Most Legií), átkelés a Moldva felett
- Kisoldali tér (Malostranské náměstí)
- a Petřín siklóvasút

## Járművek
A vonalon jelenleg Škoda 15T villamosok közlekednek, de azért néha felbukkan Tatra T3 villamos is.

## Útvonala
| Nádraží Hostivař felé | Bílá Hora felé |
| --- | --- |
| Bílá Hora – Karlovarská – Bělohorská – Vypich – Bělohorská – Myslbekova – Dlabačov – Keplerova – Jelení – Mariánské hradby – Chotkova – Pod Bruskou – Klárov – Letenská – Malostranské náměstí – Karmelitská – Újezd – Vitéžná – Most Legií – Národní – Spálená – Kárlovo náměstí – Ječná – Jugoslávská – Náměstí Míru – Francouzská – Moskevská – Vršovická – V Olšinách – Průběžná – Nádraží Strašnice – Průběžná – Švehlova – Průmyslová – Nádraží Hostivař | Nádraží Hostivař – Průmyslová – Švehlova – Průběžná – Nádraží Strašnice – Průběžná – V Olšinách – Vršovická – Moskevská – Francouzská – Náměstí Míru – Jugoslávská – Ječná – Kárlovo náměstí – Spálená – Národní – Most Legií – Vitéžná – Újezd – Karmelitská – Malostranské náměstí – Letenská – Klárov – Pod Bruskou – Chotkova – Mariánské hradby – Jelení – Keplerova – Dlabačov – Myslbekova – Bělohorská – Vypich – Bělohorská – Karlovarská – Bílá Hora |

## Megállóhelyei
| 0  | Bílá Hora végállomás         | 67 | 25                                    |
| 1  | Malý Břevnov                 | 64 | 25                                    |
| 2  | Obora Hvězda                 | 63 | 25                                    |
| 4  | Vypich végállomás            | 62 | 25                                    |
| 5  | Říčanova                     | 61 | 25                                    |
| 6  | Břevnovský klášter           | 60 | 25                                    |
| 7  | U Kaštanu                    | 59 | 25                                    |
| 8  | Drinopol                     | 58 | 25                                    |
| 9  | Marjánka                     | 57 | 25                                    |
| 10 | Malovanka                    | 56 | 23, 25                                |
| 12 | Pohořelec                    | 53 | 23                                    |
| 14 | Brusnice                     | 52 | 23                                    |
| 15 | Pražský hrad                 | 50 | 23                                    |
| 16 | Královský letohrádek         | 49 | 23                                    |
| 20 | Malostranská                 | 45 | A 2, 12, 15, 18, 20, 23               |
| 22 | Malostranské náměstí         | 42 | 12, 15, 20, 23                        |
| 23 | Hellichova                   | 40 | 12, 15, 20, 23                        |
| 25 | Újezd                        | 39 | 9, 12, 15, 20, 23 · Petřín siklóvasút |
| 28 | Národní divadlo              | 37 | 2, 9, 17, 18, 23                      |
| 30 | Národní třída                | 36 | B 2, 9, 18, 23                        |
| ∫  | Novoměstská radnice          | 33 | B 2, 3, 6, 14, 18, 23, 24             |
| 32 | Karlovo náměstí              | 32 | B 2, 3, 4, 6, 10, 14, 16, 18, 23, 24  |
| 34 | Štěpánská                    | 31 | 4, 6, 10, 16, 23                      |
| 37 | I. P. Pavlova                | 28 | C 4, 6, 10, 11, 13, 16, 23            |
| 39 | Náměstí Míru                 | 26 | A 4, 10, 13, 16                       |
| 41 | Jana Masaryka                | 24 | 4, 13                                 |
| 42 | Krymská                      | 22 | 4, 13                                 |
| 43 | Ruská                        | 21 | 4, 13                                 |
| 45 | Vršovické náměstí            | 20 | 4, 13                                 |
| 46 | Čechovo náměstí              | 18 | 4, 13                                 |
| 48 | Koh-i-noor                   | 17 | 6, 7, 24                              |
| 50 | Slavia                       | 15 | 6, 7, 24                              |
| 51 | Kubánské náměstí             | 14 | 6, 7, 24                              |
| 53 | Průběžná                     | 12 | 7                                     |
| 55 | Na Hroudě                    | 10 | 26                                    |
| 56 | Nádraží Strašnice végállomás | 9  | 26 S9                                 |
| 57 | Radošovická                  | 8  | 26                                    |
| 58 | Dubečská                     | 7  | 26                                    |
| 59 | Na Padesátém                 | 6  | 26                                    |
| 60 | Zahradní Město               | 5  | 26                                    |
| 61 | Sídliště Zahradní Město      | 4  | 26                                    |
| 62 | Obchodní centrum Hostivař    | 3  | 26                                    |
| 63 | Na Groši                     | 2  | 26                                    |
| 65 | Hostivařská                  | 1  | 26                                    |
| 67 | Nádraží Hostivař végállomás  | 0  | 26 S41 S9                             |